# Più bella cosa
«Più bella cosa» (en español: "La cosa más bella") es una canción escrita e interpretada por el cantante italiano Eros Ramazzotti, quien la coescribió junto a Claudio Guidetti, Maurizio Fabrizio y Adelio Cogliati. Fue lanzada como sencillo por Ramazzotti en febrero de 1996, como primer «single» promocional y prelanzamiento de su álbum Dove c. 'è musica ("Donde hay música"), que salió el 13 de mayo de ese año.
La canción está dedicada a la modelo suiza Michelle Hunziker, pareja de Ramazotti en ese momento. Ramazzotti y Hunziker tuvieron una hija que nació apenas unos meses después del lanzamiento de la canción, el 5 de diciembre de 1996, y a la que llamaron Aurora Sophie.
Ramazotti continuaría su carrera lanzando su canción «L'aurora», dedicada a su recién nacida, en febrero de 1997. Más tarde se casó con Hunziker en 1998, y la pareja se divorció en 2002.

## Reconocimientos
Interpretó la canción públicamente durante el Festivalbar en el verano de 1996. La canción ganó el premio a la "Mejor Canción" y el álbum recibió el premio al "Mejor Álbum". La canción también ganó los premios MTV Europe Gold Awards en 1997.

## Video musical
El vídeo musical fue dirigido por Nigel Dick para Squeak Pictures, con Ramazzotti y Hunziker. Además el video recibió una nominación a los Premios MTV Video Music Awards.

## "La cosa más bella"
Como es tradicional con muchos otros lanzamientos exitosos de Ramazzotti, lanzó una canción paralela en español para los mercados hispanos de España, Hispanoamérica y Estados Unidos titulada  «La cosa más bella».
Esta versión aparece en la versión en español del álbum Dove c'è musica, retitulado Donde hay música. El sencillo alcanzó el puesto número 2 en la lista Hot Latin Songs, y el número uno en la lista Latin Pop Songs de los Estados Unidos.

## Listas
| Lista (2004)                          | Mejor posición |
| ------------------------------------- | -------------- |
| Austria (Ö3 Austria Top 40)           | 9              |
| Bélgica (Flandes) (Ultratop 50)       | 12             |
| Bélgica (Valonia) (Ultratop 50)       | 5              |
| Francia (SNEP)                        | 8              |
| Alemania (Offizielle Deutsche Charts) | 17             |
| Países Bajos (Mega Single Top 100)    | 23             |
| Suecia (Sverigetopplistan)            | 22             |
| Suiza (Schweizer Hitparade)           | 6              |

## Formación
- Eros Ramazzotti – voz
- Paolo Gianolio – bajo
- Vinnie Colaiuta – batería
- Michael Landau – guitarra acústica, guitarra eléctrica
- Celso Valli – teclados, órgano Hammond
- Lenny Castro – percusión
- Alex Brown – coro
- Jim Gilstrap – coro
- Lynn Davis – coro
- Phil Ingram – coro